# 欠部
欠部（けんぶ）は、漢字を部首により分類したグループの一つ。
康熙字典214部首では76番目に置かれる（4画の16番目）。

## 概要
「欠」の字はあくびを意味する。また後起義として不足するの意もある。
『説文解字』では「气」が「人」の上から出る様子であるというが、甲骨文字では口を開けた人の形に象っている。

偏旁の意符としては口を大きく開く動作に関することを示す。
欠部は、このような意符を構成要素とする漢字を収め、専ら左右構成となる（歌、欲など）。
なお、日本の新字体において「欠」の字は「缺」（音はケツ、破損する・不足するの意）の代わりとして使われている。

## 部首の通称
- 日本：あくび、かける、けんづくり、ふきづくり
- 中国：欠字旁
- 韓国：하품흠부（hapum heum bu、あくびの欠部）
- 英米：Radical lack

## 部首字
欠
- 広韻 - 去剣切、梵韻
- 詩韻 - 陥韻、去声
- 三十六字母 - 渓母
- 日本語 - 音：ケン（ケム）（漢音）・カン（カム）（呉音）・ケツ（慣用音） 訓：あくび
- 中国語 - ピンイン：qiàn 注音：ㄑㄧㄢˋ ウェード式：ch'ien
- 朝鮮語 - 訓音：하품(hapum、あくび) 흠(heum)

大篆
小篆

## 例字
- 欠・次・欣・欲・款・欺・欽・歌・歎・歡（歓）・歔・歠